# Cruriraja andamanica
Cruriraja andamanica (лат.) — вид скатов рода Cruriraja отряда скатообразных. Обитают в тропических водах Индийского океана. Встречаются на глубине до 511 м. Их крупные, уплощённые грудные плавники образуют округлый диск с треугольным вытянутым рылом. Максимальная зарегистрированная длина 20,7 см. Откладывают яйца. Не являются объектом целевого промысла. 

## Таксономия
Впервые новый вид был научно описан в 1909 году как Raia andamanica. Видовой эпитет происходит от географического места обитания. Вид известен всего по двум особям. Голотип представляет собой неполовозрелого самца длиной 20,7 см, пойманного в Андаманском море (10°21′ с. ш. 92°46′ в. д.) на глубине 510 м.

## Ареал
Эти скаты обитают у берегов Танзании и в Андаманском море. Встречаются на глубине от 274 до 511 м.

## Описание
Широкие и плоские грудные плавники этих скатов образуют диск в виде ромба с треугольным рылом и закруглёнными краями. На вентральной стороне диска расположены 5 жаберных щелей, ноздри и рот. Хвост длинный и тонкий. Максимальная зарегистрированная длина 20,7 см.

## Биология
Эти скаты откладывают яйца, заключённые в твёрдую роговую капсулу с выступами по углам. Эмбрионы питаются исключительно желтком.   

## Взаимодействие с человеком
Эти скаты не являются объектом целевого лова. Глубоководный промысел в ареале отсутствует. Для оценки Международным союзом охраны природы охранного статуса вида данных недостаточно.